# تساي وو
تساي وو (بالصينية: 蔡武) هو محامي وسياسي صيني، ولد في 1 أكتوبر 1949 بلوغنان في الصين. حزبياً، نشط في الحزب الشيوعي الصيني. انتخب عضو في اللجنة الوطنية لجمهورية الصين الشعبية خلال فترته النيابية ‏.